# Albert Leung
Pour les articles homonymes, voir Leung.
 (avril 2024).
Si vous disposez d'ouvrages ou d'articles de référence ou si vous connaissez des sites web de qualité traitant du thème abordé ici, merci de compléter l'article en donnant les références utiles à sa vérifiabilité et en les liant à la section « Notes et références ».
Albert Leung en anglais, Lin Xi en mandarin ou lam zik en cantonais (林夕, nom de naissance 梁偉文, Leung Wai Man ; pinyin : Liáng Wěiwén), né le 7 décembre 1961  à Hong Kong, est un célèbre parolier hongkongais, qui a notamment écrit pour Andy Lau, Faye Wong, Miriam Yeung et bien d'autres célébrités de la pop hongkongaise.

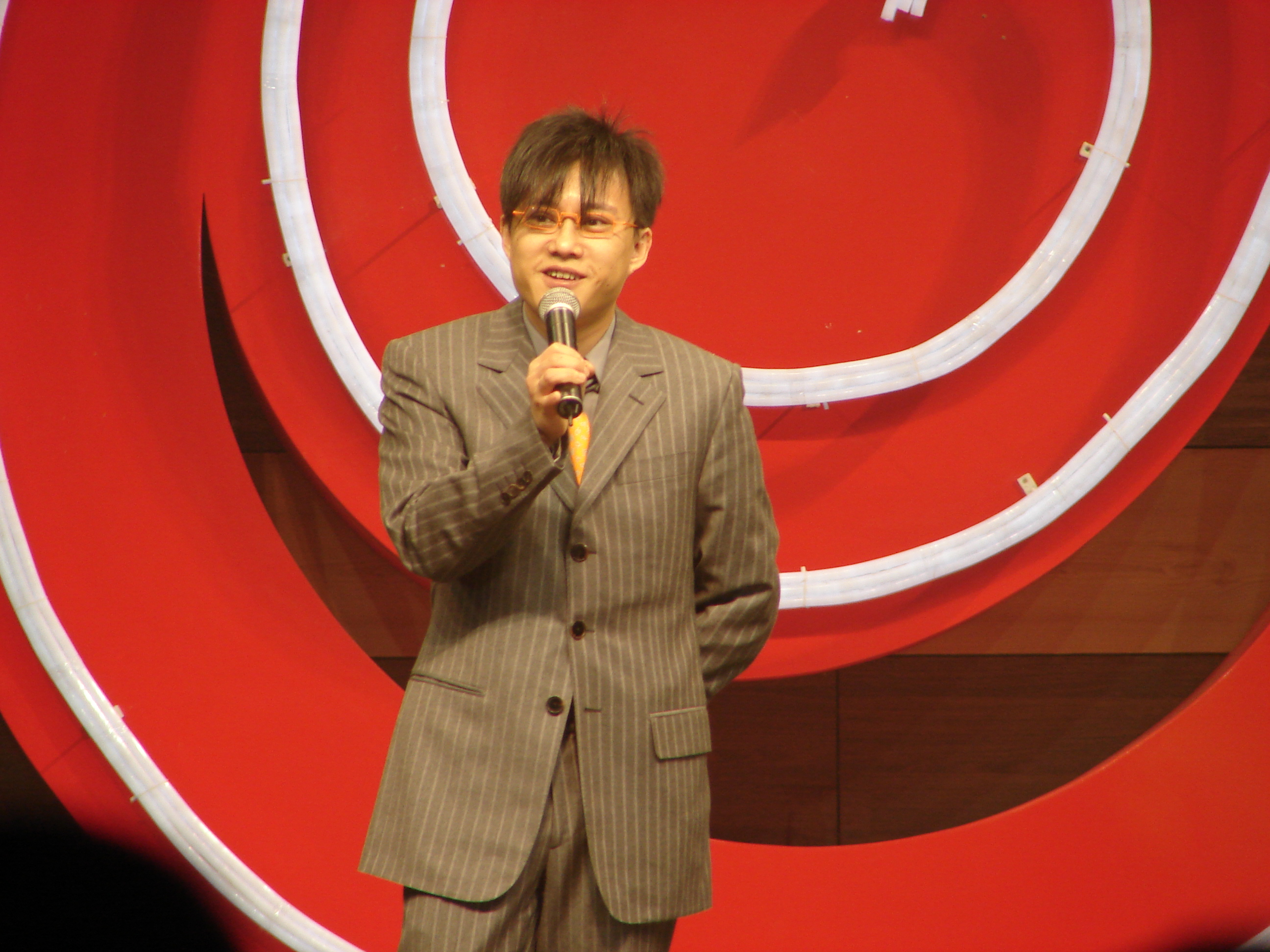
Albert Leung en 2007.

Il a également écrit les paroles de la chanson officielle des Jeux olympiques de Pékin, Beijing huanying ni.
Albert Leung est diplômé de l'Université de Hong Kong.